# Guatteria longedecurrens
Guatteria longedecurrens är en kirimojaväxtart som beskrevs av Robert Elias Fries. Guatteria longedecurrens ingår i släktet Guatteria och familjen kirimojaväxter. Inga underarter finns listade i Catalogue of Life.